# Auslands- und Spezialeinsätze (ASE)
Das Sachgebiet Auslands- und Spezialeinsätze (ASE) ist eine spezialisierte Personenschutzeinheit des deutschen Bundeskriminalamts (BKA) mit Sitz in Berlin.

## Geschichte
Am 15. August 2007 kamen durch einen Sprengstoffanschlag auf einen damals noch für den Botschafterschutz zuständigen BKA-Fahrzeugkonvoi in Afghanistan drei Polizeibeamte ums Leben. Die polizeilichen Schutz- und Ausbildungseinheiten waren auf die wachsende Komplexität der Angriffe nicht vorbereitet. Der Anschlag wurde zum Anlass genommen, tiefgreifende Änderungen im polizeilichen Schutz von Botschaftspersonal sowie der Ausbildung von Ad-hoc-Einsatzkräften für kriegsähnliche Krisengebiete per Erlass des Bundesinnenministeriums zu initiieren. Dies führte zur Übernahme der Aufgabe Botschafterschutz in Krisengebieten durch die Bundespolizei (siehe hierzu: PSA der Bundespolizei) auf der einen Seite und gleichzeitig zur Aufstellung der Einheit „Auslands- und Spezialeinsätze“ im BKA auf der anderen Seite. Im Jahr 2008 wurden die ersten ASE-Mitglieder mit Unterstützung des Kommandos Spezialkräfte der Bundeswehr ausgebildet, am 22. Oktober 2008 wurde die neu gegründete ASE zum ersten Mal in Pakistan eingesetzt. Gegründet wurde die Einheit zum 1. Oktober 2008. Die Erfahrungen der vorangegangenen Ereignisse in Krisengebieten führten dazu, dass die Einheit von Beginn an in Hinblick auf Einsatztaktik, Ausstattung und Ausbildung auf militärische Erfahrungswerte zurückgriff und auch heute noch umfangreiche Kooperationen mit verschiedenen in- und ausländischen Spezialeinheiten pflegt.
Bei der Unterrichtung des Innenausschusses des deutschen Bundestages im April 2021 durch die Präsidenten des BKA und des Bundesamtes für Verfassungsschutz (BfV) wurde öffentlich, dass mehrere Beamte der Einheit unter Rassismus- und Sexismusverdacht stehen, und dass gegen drei Beamte der Einheit Strafanzeigen erstattet wurden. Die Staatsanwaltschaft Berlin leitete ein Ermittlungsverfahren ein; in insgesamt zehn Fällen wurden Disziplinarverfahren eingeleitet.

## Organisation und Auftrag
Die Einheit Auslands- und Spezialeinsätze ist im Bundeskriminalamt organisatorisch der Abteilung Sicherungsgruppe, Gruppe SG Einsatz, Referat SGE5 Operative Spezialaufgaben zugeordnet. Sie unterteilt sich in die Einsatzkommandos ASE Alpha und Bravo.
Das Aufgaben-Portfolio der ASE hat sich über die Jahre erweitert und den jeweils aktuellen Erfordernissen angepasst. Zu ihren Aufgaben gehören heute der Schutz der Verfassungsorgane des Bundes (u. a. Bundespräsident, Bundeskanzler, Bundesminister) bei Reisen in Krisengebiete sowie der Schutz ausländischer Gäste mit hoher Gefährdung im Inland. Weitere abteilungsübergreifende Aufgaben sind die Durchführung von Zeugenschutzmaßnahmen des BKA-Referats OE 44 mit erhöhter Gefährdung sowie Gefangenentransporte im Rahmen von Ermittlungsverfahren der Abteilungen SO, ST oder TE des BKA. Zur Aufgabenerfüllung setzt ASE auftrags- und lageabhängig robuste Anschlagsreaktionsteams (engl. Counter Attack Teams, kurz CAT) ein.
Seit Gründung absolvierte ASE ca. 200 Einsätze (Stand: 2019), davon ein Großteil im Ausland. Auslandseinsätze wurden u. a. im Irak, Mali, Israel, Pakistan, Palästinensische Autonomiegebiete, Libanon, Jemen, Nigeria, Südsudan, Tschad, Ägypten, DR Kongo, Libyen, Niger, Ruanda, Somalia, Äthiopien, Elfenbeinküste, Kenia, Kosovo, Südafrika sowie mehrheitlich in Afghanistan durchgeführt. Im Juni 2022 wurden Angehörige der Einheit zudem mit den Brüdern Vladimir und Vitali Klitschko fotografiert, als die Einheit Bundeskanzler Scholz bei seinen Besuch in der Besuch in der Ukraine begleitete.
Im Inland wurde ASE u. a. bei der Afghanistankonferenz am Petersberg (Bonn), dem G7-Gipfel in Elmau, dem OSZE-Treffen und G20-Gipfel in der Hansestadt Hamburg, sowie bei Besuchen des amerikanischen Präsidenten, des israelischen Ministerpräsidenten und des türkischen Staatspräsidenten eingesetzt.

## Ausbildung und Zulagen
Die Beamten der ASE müssen in der Lage sein, unter Nahrungs- und Schlafentzug bei widrigsten klimatischen Bedingungen den Einsatz in Krisenregionen der Welt zu verrichten. Daher müssen sie sich einem gesonderten Auswahlverfahren, dessen Anforderungen weit über die an einen normalen Personenschutzbeamten hinausgehen, sowie einer gesundheitlichen Eignungsuntersuchung unterziehen. Bewerben kann sich grundsätzlich jeder Polizeibeamte aus BKA, Bund und Ländern.
Wichtige Voraussetzungen für die Verwendung sind:
- überdurchschnittliche körperliche Fitness
- hohe Stressstabilität
- ausgeprägte Sozialkompetenz
- interkulturelle Kompetenz
- überdurchschnittliche Einsatzbereitschaft

Im Eignungsauswahlverfahren werden u. a. die persönlichen Fähigkeiten getestet:
- körperliche Leistungsfähigkeit wie Kraft und Ausdauer: Überwinden eines Hindernisparcours, Bankdrücken mit 80 % des Körpergewichts, 3000-Meter-Lauf
- Kenntnisse der Eingriffstechniken durch die Abwehr von körperlichen Angriffen
- Schießfähigkeiten und Waffenhandling auf einem Schießparcours mit kognitiven Elementen
- psychodiagnostischer Test vor und nach körperlicher Belastung

Des Weiteren werden Stressstabilität, Sozialkompetenz und Kommunikationsfähigkeiten abgeprüft.
Im Falle der Eignung erfolgt eine mehrmonatige Verwendungsfortbildung, in welcher die BKA-Personenschutzausbildung integriert ist, sowie daran anschließende Spezialisierungen. Bei Nichtbestehen der ASE-Verwendungsfortbildung erfolgt bei entsprechender Eignung der weitere Einsatz im Personenschutz des BKA.
Aktive Mitglieder der ASE haben gemäß § 22 Abs. 2 Nr. 5 Erschwerniszulagenverordnung (Verwendung in einem Personenschutzkommando, das für Personenschutzaufgaben in ausländischen Einsatzgebieten mit sehr hohen oder extremen Belastungen nach § 3 Absatz 1 Nummer 5 oder 6 der Auslandsverwendungszuschlagsverordnung eingerichtet ist) Anspruch auf eine monatliche Zulage in Höhe von 375 €.

## Bewaffnung und Ausrüstung
Zur Bewaffnung der Einheit gehören:
- Sturmgewehr HK G36K[3]
- Sturmgewehr HK G36C[3]
- Maschinenpistole HK MP5[3]
- Maschinenpistole HK MP7[3]
- Pistole SIG Sauer P229.[3]
- Pistole HK P30
- Pistole Glock 17

Des Weiteren werden im Einsatz verschiedene gepanzerte Fahrzeuge, ballistische Schilde, umfangreiche notfallmedizinische Ausrüstung, Nachtsichtgeräte sowie weitere individuelle ballistische Schutzausstattung verwendet.